# Ligusticopsis brachyloba
Ligusticopsis brachyloba är en växtart i släktet Ligusticopsis och familjen flockblommiga växter.
Arten är en perenn ört som förekommer i västra och centrala Kina. Den beskrevs först som Ligusticum brachylobum av Adrien René Franchet 1894, och fick sitt nu gällande namn av Gerfried Horand Leute 1969.